# Barbecue

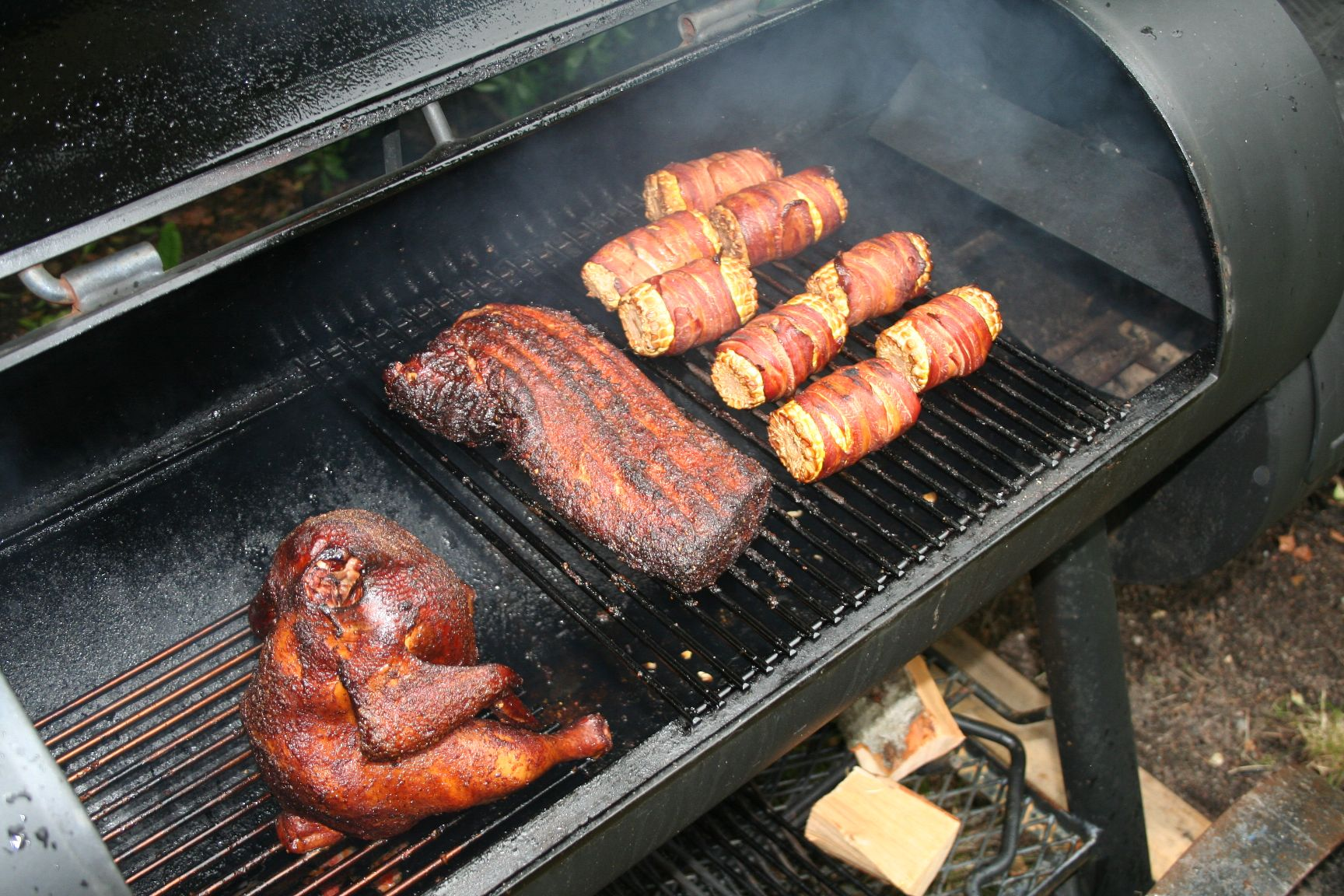
Kyckling, kotlettrad och majs i en barbecue.

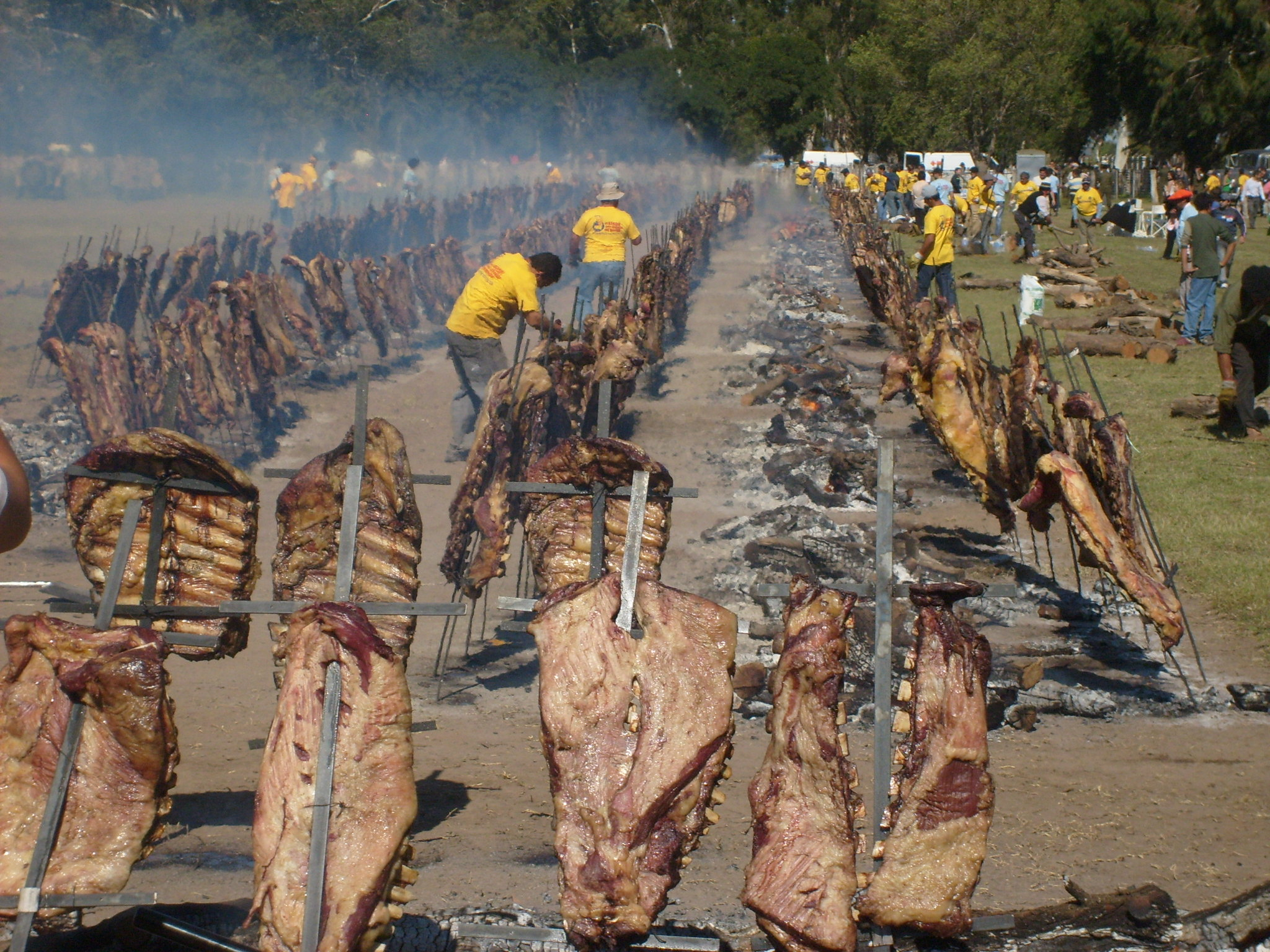
Förberedelse för asado i Patagonien, Argentina.

Barbecue (även skrivet barbeque eller BBQ) är ett sätt att tillaga mat på. Till skillnad från grillning, som använder strålningsvärmen för att tillaga maten, så utnyttjar barbecuen indirekt värme för att under en längre tid med lägre värme anrätta kött, fågel och grönsaker.

## Tillagning
För att smaksätta det man tillagar kan man marinera, gnida in maten med en kryddblandning (rub), samt pensla maten under tillagningen med en penslingssås (Mop).  Särpräglande är även att man använder olika slags träslag (till exempel hickory, al, äpple etc) för att med hjälp av rök smaksätta det man tillagar.

## Redskap
Det traditionella sättet är att använda en smoker, som består av två utrymmen - ett för att elda och generera rök, ett för att tillaga maten. Utrymmena är förbundna med varandra och temperaturen (som skall vara runt 125 grader) i smokern regleras med ett spjäll. Tillagningstiden kan variera mellan 1 och 12 timmar, beroende på hur stora köttstycken som ska tillagas.

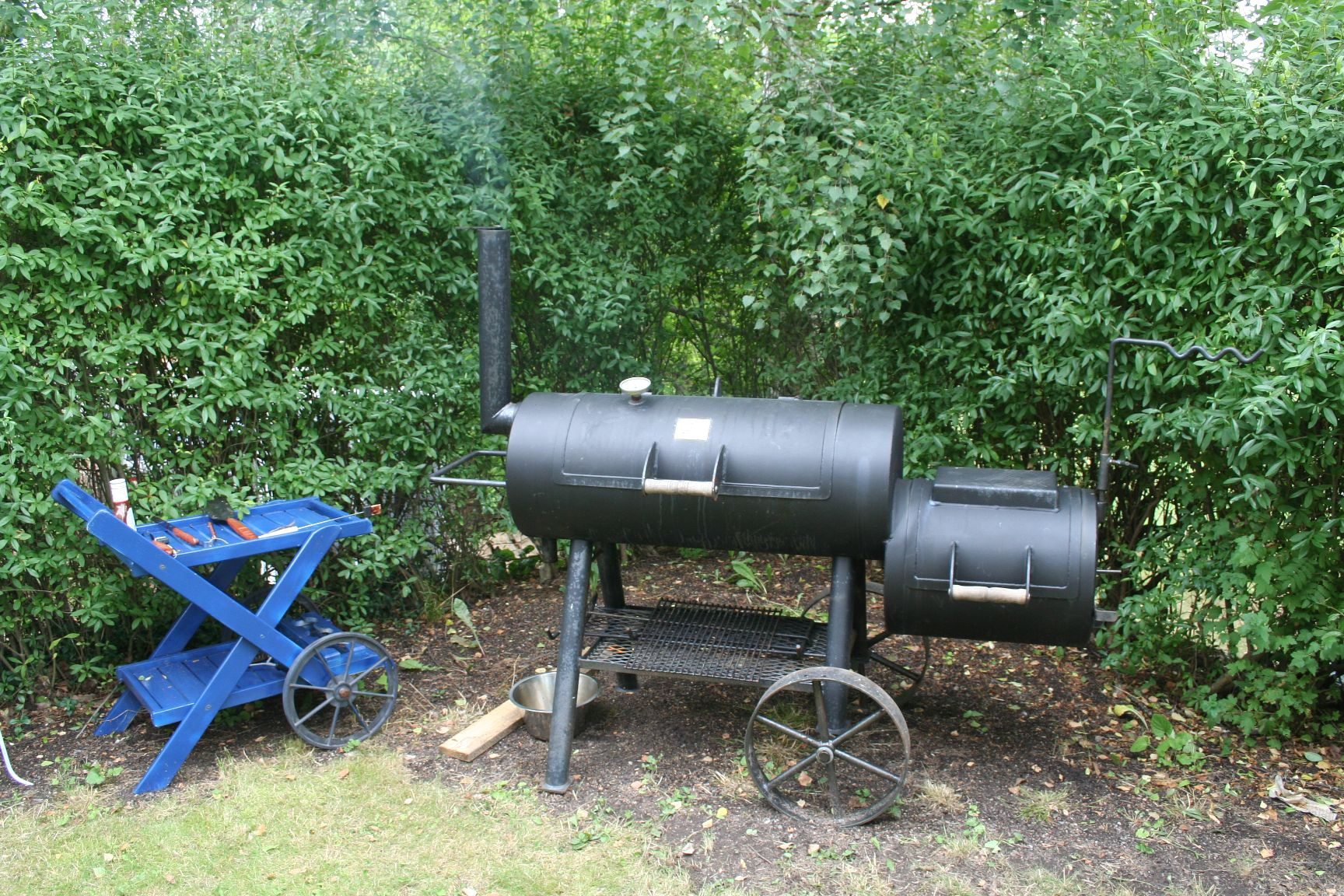
En barbecuesmoker.